# Коллективные инвестиции
Коллективное инвестирование — схема инвестирования, при которой средства, вложенные мелкими инвесторами, аккумулируются в единый фонд под управлением профессионального менеджера для их последующего вложения с целью получения прибыли (прироста).
Таким образом, коллективное инвестирование предполагает создание некоторого «денежного мешка» из средств мелких вкладчиков, которые потом будет инвестироваться в ценные бумаги, недвижимость или какие-то другие активы.

## В России
Согласно Указу Президента РФ «Об утверждении Комплексной программы мер по обеспечению прав вкладчиков и акционеров» № 408 от 21 марта 1996 г., к формам коллективного инвестирования относят:
- паевые инвестиционные фонды (ПИФ);
- акционерные инвестиционные фонды (АИФ);
- негосударственные пенсионные фонды (НПФ);
- кредитные союзы;
- инвестиционные банки.

Кроме того, к формам коллективного инвестирования принято относить общие фонды банковского управления.

## Преимущества коллективных инвесторов
1. Профессиональное управление. Компании, занимающиеся финансовыми инвестициями, с большей вероятностью обладают необходимыми знаниями и навыками, чем мелкие инвесторы;
2. Диверсификация. Мелкие инвесторы не в состоянии снизить риск путём диверсификации из-за высоких затрат на проведение операций при небольшом количестве акций;
3. Снижение затрат. При управлении большим числом мелких инвестиций как одним крупным портфелем можно добиться экономии за счет масштаба операций, от чего инвестор может получить выгоду в виде низкой платы за управление;
4. Надежность. Коллективные инвесторы практически во всех странах являются объектом законодательства и регулирования, направленного на защиту интересов мелких инвесторов.